# David Christopher Mettlerkamp

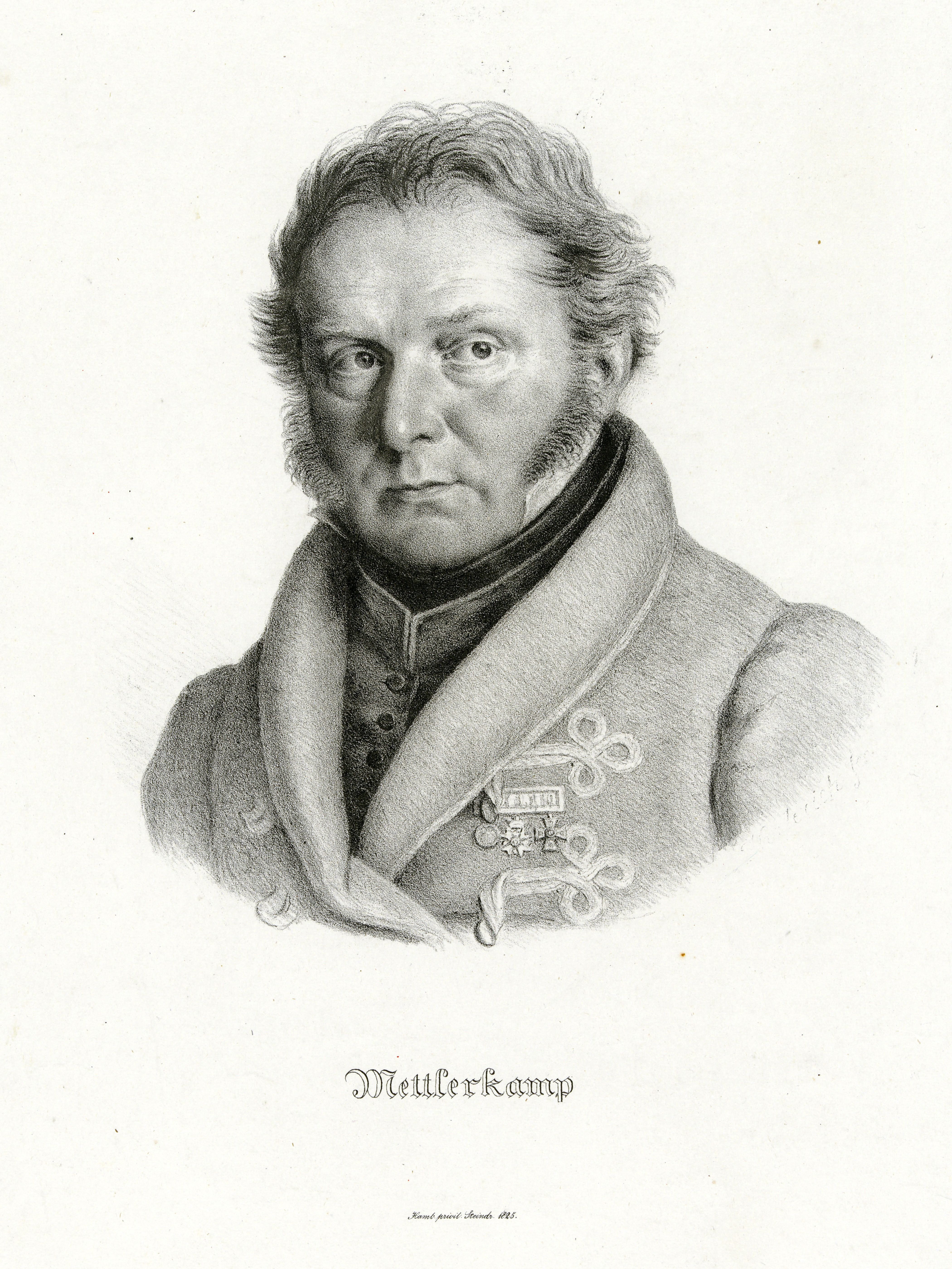
David Christopher Mettlerkamp 1825, Lithografie von Heinrich Joachim Herterich

David Christopher Mettlerkamp (* 8. Juni 1774 in Hamburg – andere Angabe: Mai 1774; † 25. Juli 1850 ebenda) war ein Hamburger Bleidecker, Offizier und Politiker.

## Leben
David Mettlerkamp war als Bleideckermeister Hersteller von Blitzableitern. Bereits sein Vater Mathias Andreas Mettlerkamp hatte auf Anregung von Johann Albert Heinrich Reimarus 1769 den ersten Blitzableiter Deutschlands auf der Hauptkirche St. Jacobi installiert. Bekannt wurde Mettlerkamp durch die bahnbrechende Analyse eines Blitzeinschlags in den Turm des Ratskellers in Harburg.
Während des Feldzugs von 1813 bis 1814 gegen die napoleonischen Besatzungstruppen war er der Befehlshaber der siegreichen Hanseatischen Bürgergarde. Zuvor war er, durch die Franzosen zum Tode verurteilt, nach Mecklenburg geflohen, wo er eine Freiwilligentruppe aufbauen konnte. Mit dieser zog er als Oberstleutnant am 31. Mai 1814 in Hamburg ein. Danach galt er als Hamburger Volksheld. Mettlerkamp trat für die Wehrhaftigkeit der Bewohner eines republikanischen Stadtstaates ein, die sich nach seinen Vorstellungen in einer „Waffengenossenschaft der Bürger“ zusammenschließen sollten.
Mettlerkamp begann nach Beendigung der Besatzung 1815 auf Auktionen in Hamburg Gemälde zu kaufen. 1817 begründete Mettlerkamp den Kunstverein in Hamburg mit, einen der ältesten derartigen Vereine in Deutschland. Mettlerkamp besaß ein Kabinett mit 50 Gemälden der niederländischen Schule, eine Sammlung von Originalradierungen nach Schulen geordnet und eine Sammlung von Handzeichnungen. 1825 verließ Mettlerkamp mit seiner Familie Hamburg in Richtung Kischinjow, der damaligen Hauptstadt Bessarabiens (heute Moldawien), weshalb im Mai 1825 große Teile seiner Sammlung von Georg Ernst Harzen versteigert worden waren. 1827 kehrte Mettlerkamp nach Hamburg zurück. Er wurde Fabrikant und gründete 1829 auf dem Grasbrook die Neue Hamburgische Eisenhütte. Das Unternehmen wurde jedoch nach dem Tod seines Sohnes schon 1833 liquidiert.

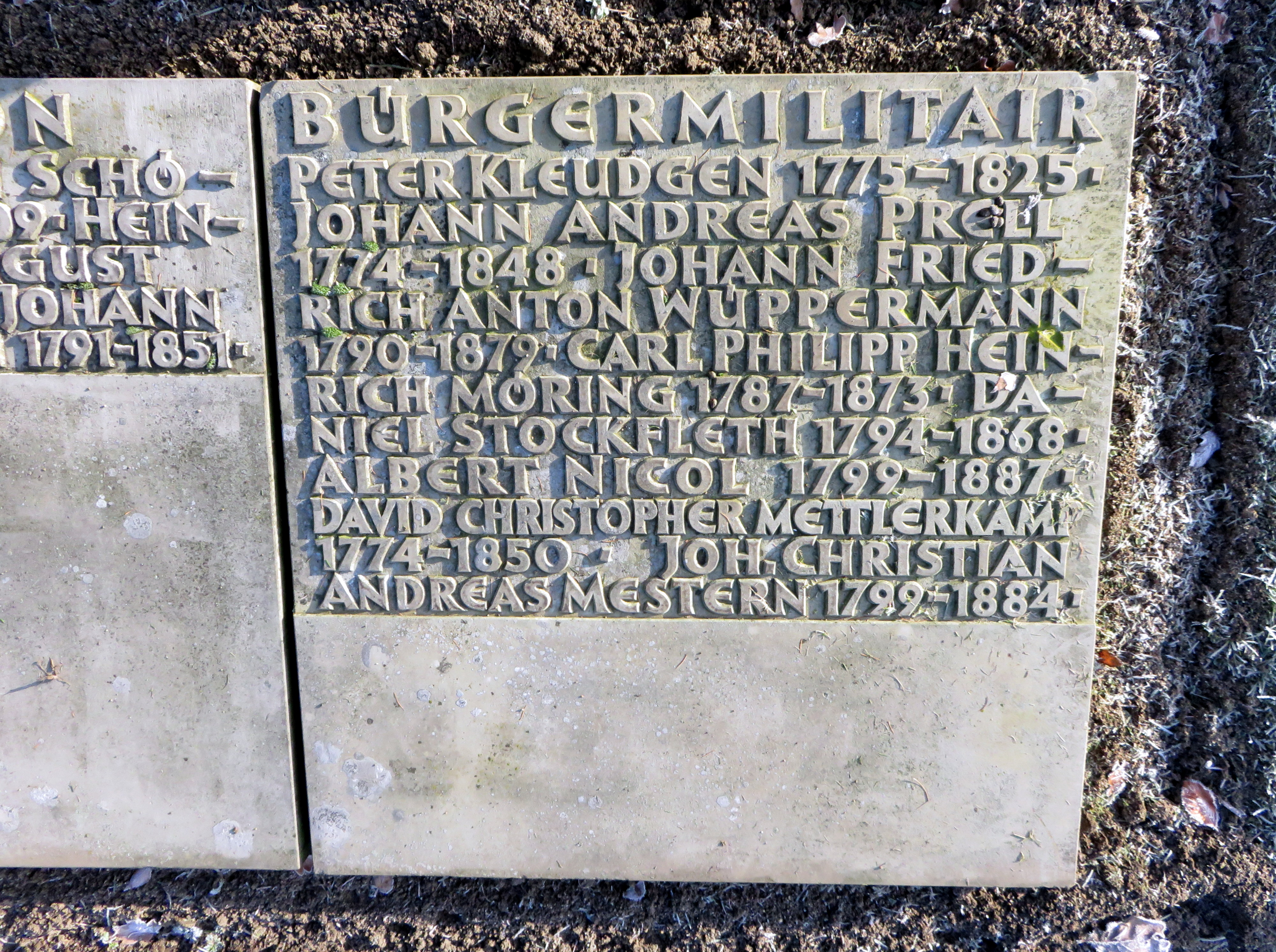
Mettlerkamp auf dem Sammelgrabmal Bürgermilitair

1848 war Mettlerkamp der Alterspräsident der Hamburger Konstituante (Verfassungsgebende Versammlung). Er beteiligte sich bereits seit 1842 an der nach dem Hamburger Brand wieder begonnene Debatte um eine Verfassung und eine neue Bürgerliche Mitbestimmung.
Er war seit 1798 Mitglied der Hamburger Freimaurerloge Zum Rothen Adler.
Mettlerkamp war in zweiter Ehe mit Auguste Amalie Christiane Curio (1788–1854) verheiratet. Sie gebar zahlreich Kinder.
Auf dem Sammelgrabmal Bürgermilitair im Bereich des Althamburgischen Gedächtnisfriedhofs, Friedhof Ohlsdorf, wird an David Christopher Mettlerkamp erinnert.
Mehrere Straßen in Hamburg-Hamm sind nach Mettlerkamp und anderen Bürgern der siegreichen Bürgerwehr benannt.

## Werke
- Beschreibung der Spur eines Blitzes bey dem Wetterschlage auf den Thurm des Rathskellers in Harburg, den 16ten April 1800 und der darauf angelegten Blitz-Ableitung. Mit einem Zusatze von D(octor) J. A. H. Reimarus, Hamburg, 1800.
- Über Hamburgs Verteidigung im Frühjahr 1813. – Des Herrn v. Heß „Agonien der Republik Hamburg“ entgegengesetzt. Hamburg 1816, 150 S.
- Verfassungsvorschläge für Hamburg. Hoffmann und Campe, Hamburg 1849.

## Porträts
- Heinrich Joachim Herterich (1772–1852), Lithografie, 50 × 35,2 cm, 1825,  (Digitalisate, Porträtsammlung der Staats- und Universitätsbibliothek Hamburg).